# 道彭扬
道彭扬，又译夺彭阳，是缅甸克钦邦八莫縣抹冒镇区下辖的一个镇。该镇2014年人口为11,31人。